# A Very Harold & Kumar Christmas
A Very Harold & Kumar 3D Christmas este un film din 2011, 3D, regizat de Todd Strauss-Schulson, după un scenariu de Jon Hurwitz și Hayden Schlossberg, cu John Cho, Kal Penn și Neil Patrick Harris în rolurile principale. Filmul prezintă peripețiile celor doi prieteni, Harold (Cho) și Kumar (Penn), în căutarea unui nou pom de Crăciun după ce Kumar l-a distrus pe cel original. Este o continuare a filmului din 2008 Harold și Kumar evadează din Guantanamo Bay (2008) și al treilea film din seria Harold & Kumar (serie care mai conține filmul Harold & Kumar merg la White Castle 2004). Filmul a avut premiera pe 4 noiembrie 2011 și este primul film al seriei realizat în 3D.  

## Distribuția
- John Cho este Harold Lee
- Kal Penn este Kumar Patel
- Neil Patrick Harris este Neil Patrick Harris
- Danneel Harris este Vanessa Fanning
- Paula Garcés este Maria Perez-Lee
- Elias Koteas este Sergei Katsov
- Patton Oswalt este Larry Juston/Mall Santa
- Thomas Lennon este Todd
- Eddie Kaye Thomas este Andy Rosenberg
- David Krumholtz este Seth Goldstein
- Bobby Lee este Kenneth Park
- Danny Trejo este Mr. Perez
- Amir Blumenfeld este Adrian
- Jordan Hinson este Mary
- Melissa Ordway este Gracie
- RZA este Lamar
- Richard Riehle este Santa Claus
- Brett Gelman este regizorul T.V.
- David Burtka - în rolul său
- Jake Johnson este Jesus